# Стриєво (Білорусь)
Стриєво (біл. вёска Сцьрыева) — село в складі Смолевицького району Мінської області, Білорусь. Село підпорядковане Курганській сільській раді, розташоване в центральній частині області.